# Schermen op de Paralympische Zomerspelen 1964
De IIe Paralympische Spelen werden in 1964 gehouden in Tokio, Japan. Schermen stond voor de tweede keer op het programma. En was een van de negen sporten tijdens deze spelen Voor Nederland en België waren er geen schermers op deze spelen bij het schermen actief.

## Mannen

### Floret
| \| Rank \| Land \| \| ---- \| ------------------- \| \| 1 \| Italië \| \| 2 \| Frankrijk \| \| 3 \| Verenigd Koninkrijk \| |                     |
| Rank | Land                |
| 1 | Italië              |
| 2 | Frankrijk           |
| 3 | Verenigd Koninkrijk |

| Klasse      | !land | Goud      | land | Zilver         | land | Brons              |
| ----------- | ----- | --------- | ---- | -------------- | ---- | ------------------ |
| Individueel | FRA   | Serge Bec | ITA  | Roberto Marson | ITA  | Germano Pecchenino |

### Degen
| Klasse                | !land | Goud         | land | Zilver   | land | Brons    |
| --------------------- | ----- | ------------ | ---- | -------- | ---- | -------- |
| Beginners Individueel | GBR   | Cyril Thomas | AUS  | F. Ponta | ITA  | Carfagna |

### Sabel
| \| Rank \| Land \| \| ---- \| --------- \| \| 1 \| Frankrijk \| \| 2 \| Japan \| \| 3 \| Italië \| |           |
| Rank                                                                                               | Land      |
| 1                                                                                                  | Frankrijk |
| 2                                                                                                  | Japan     |
| 3                                                                                                  | Italië    |

| Klasse      | !land | Goud      | land | Zilver         | land | Brons       |
| ----------- | ----- | --------- | ---- | -------------- | ---- | ----------- |
| Individueel | FRA   | Serge Bec | ITA  | Roberto Marson | FRA  | C. Planchon |

## Vrouwen

### Degen
| \| Rank \| Land \| \| ---- \| ------------------- \| \| 1 \| Italië \| \| 2 \| Verenigd Koninkrijk \| \| 3 \| Verenigde Staten \| |                     |
| Rank | Land                |
| 1 | Italië              |
| 2 | Verenigd Koninkrijk |
| 3 | Verenigde Staten    |

| Klasse      | !land | Goud            | land | Zilver      | land | Brons         |
| ----------- | ----- | --------------- | ---- | ----------- | ---- | ------------- |
| Individueel | ITA   | Anna Maria Toso | USA  | J. Waterman | AUS  | Daphne Ceeney |

Atletiek · Basketbal · Boogschieten · Dartchery · Gewichtheffen · Schermen · Snooker · Tafeltennis · Zwemmen
Rome 1960 ·
Tokio 1964 ·
Tel Aviv 1968 ·
Heidelberg 1972 ·
Toronto 1976 ·
Arnhem 1980 ·
New York & Stoke Mandeville 1984 ·
Seoel 1988 ·
Barcelona 1992 ·
Atlanta 1996 ·
Sydney 2000 ·
Athene 2004 ·
Peking 2008 ·
Londen 2012 ·
Rio de Janeiro 2016 ·
Tokio 2020 ·
Parijs 2024 ·
Los Angeles 2028